# Franz Fuhrmann (Kunsthistoriker)
Franz Josef Wilhelm Fuhrmann (* 31. August 1916 in Zell am See; † 14. Juli 2016 in Salzburg) war ein österreichischer Kunsthistoriker und Universitätsprofessor.

## Leben und Wirken
Fuhrmann wurde als Sohn des Hutmachermeisters Franz Fuhrmann und der Oberförsterstochter Rosa, geb. Peitler, in Zell am See geboren. Als er drei Jahre alt war, übersiedelte seine Familie nach Golling. Er besucht in Salzburg das Gymnasium und legte 1936 mit Auszeichnung die Matura ab. Danach studierte er Kunstgeschichte und Geschichte an der Universität Wien bei Karl Oettinger und Hans Sedlmayr und wurde Mitglied des Österreichischen Instituts für Geschichtsforschung. Die Promotion zum Dr. phil. erfolgte 1943 während mehrerer Studienurlaube während des Kriegseinsatzes. In seiner Dissertation behandelte er den Kapellenbau in Salzburg in der Zeit von Wolf Dietrich von Raitenau.
Nach seiner Rückkehr aus der sowjetischen Gefangenschaft 1947 wurde Fuhrmann im April 1948 Kustos, stellvertretender Direktor und Leiter der kunst- und kulturgeschichtlichen Sammlungen des Museums Carolino Augusteum. Bis zu seinem Lebensende war er als Leutnant a. D. auch Mitglied der Salzburger Offiziersgesellschaft. Sein berufliches Interesse galt vor allem der konservatorischen und wissenschaftlichen Aufbereitung der Graphiksammlung des Museums. Diese Beschäftigung führte zu den beiden Werken „Salzburg in alten Ansichten. Die Stadt“ und „Das Land“. Mit diesen Werken habilitierte er bei Gerhard H. Franz an der Universität Graz. Er war auch Leiter der kunsthistorischen Reihe der Salzburger Volkshochschule und engagierte in dieser Tätigkeit die Großen des Faches für Vorträge.
Am 1. Januar 1969 wurde Fuhrmann auf den neu geschaffenen Lehrstuhl für Österreichische Kunstgeschichte an der Paris Lodron Universität Salzburg berufen. Diese Funktion hatte er bis zu seiner Emeritierung 1986 inne. Von 1975 bis 1986 war Franz Fuhrmann Vorsitzender der Jury des Preises für Bildende Kunst der Salzburger Wirtschaft. Neben seiner wissenschaftlichen Tätigkeit ist sein Auftreten als Mahner vor der Zerstörung wertvoller Bausubstanz und als Kämpfer für die Bewahrung jeglichen wertvollen Kulturgutes zu nennen. Damit trug er in früherer Zeit viel zum Qualitätserhalt der Salzburger Altstadt bei.
Fuhrmann pflegte zum Ausgleich seit jungen Jahren auch gerne das Geigen-, Orgel-, Klavier-, Gitarren- und Akkordeonspiel, er war Schifahrer, Bergsteiger und Reiter. Seine Gattin Maria Elisabeth, geb. Tremmel, verstarb 2015, sie war über 100 Jahre alt geworden. Auch er verstarb in seinem 100. Lebensjahr in Salzburg.

## Ehrungen
Für seine Forschungen wurden Fuhrmann zahlreiche wissenschaftliche Ehrungen und Mitgliedschaften zugesprochen. 
- Ehrenkreuz für Wissenschaft und Kunst I. Klasse (1984)
- Goldenes Ehrenzeichen des Landes Salzburg  (1986)
- Medaille für Verdienste um den Denkmalschutz (1991)
- Ring der Stadt Salzburg (1991)
- Ehrenmitglied der Gesellschaft für Salzburger Landeskunde (1991)

## Veröffentlichungen (Auswahl)
Ein umfassendes Schriftenverzeichnis findet sich in Mitteilungen der Gesellschaft für Salzburger Landeskunde. 136, 1996, ISSN 0435-8279, S. 441–455. 
- Kirchen in Salzburg (= Wolfrumbücher. 19, ZDB-ID 1181390-8). Kunstverlag Wolfrum, Wien 1949 (in englischer Sprache: Salzburg and its churches. ebenda 1950).
- Schloss Moosham im Lungau. Land Salzburg, Politischer Bezirk Tamsweg, Österreich (= Kleine Kunstführer. Bd. 664, ZDB-ID 51387-8). Schnell & Steiner, München u. a. 1957.
- mit anderen: Salzburg, Tirol, Vorarlberg, Kärnten, Steiermark. Baudenkmäler (= Reclams Kunstführer Österreich. Bd. 2 = Reclams Universal-Bibliothek. Bd. 8623). Reclam, Stuttgart 1961 (mehrere Auflagen).
- Salzburg in alten Ansichten. Die Stadt (= Österreich in alten Ansichten. Bd. 1). Residenz Verlag, Salzburg 1963.
- Anton Faistauer. 1887–1930. Mit einem Werkverzeichnis der Gemälde. Residenz Verlag, Salzburg 1972, ISBN 3-7017-0028-0.
- Salzburg in alten Ansichten. Die Land (= Österreich in alten Ansichten. Bd. 8). Residenz Verlag, Salzburg 1980, ISBN 3-7017-0234-9.